# Ahmabergrug
De Ahmabergrug, Zweeds: Ahmaselkä, is een bergrug in het noorden van Zweden. De bergrug ligt in de gemeente Pajala op 15 km ten westen van de grens met Finland. De bergrug heeft drie toppen van net geen 400 meter hoogte. De belangrijkste daarvan de Ahmaheuvel, Ahmakero, is rijk aan metaalerts, vooral aan koper. Op het westen en het oosten van de Ahmabergrug ontspringen twee beken, die naar de Ahmarivier stromen.